# Juan Carlos Lasser
Juan Carlos Lasser (* 1952 in Darregueira, der Provinz Buenos Aires; † 19. Mai 2007 in Buenos Aires, Argentinien) war ein argentinischer Maler.
Lasser studierte an der Mutualidad de Estudiantes y Egresados de Bellas Artes (MEEBA). Der Maler abstrakter, farbgewaltig expressiver Bilder stellte seine Werke seit 1973 in Einzel- und Gemeinschaftsausstellungen sowohl in seiner argentinischen Heimat, als auch in Singapur, Korea, Kuba, Uruguay, Deutschland, Belgien, Bulgarien oder den USA aus. 
Zu den Ausstellungsorten gehörten dabei unter anderem die "Galería Atica", die "Fundación Banco Patricios", die "Galería de Arte Tema" und die "Galería Van Eyck" jeweils in Buenos Aires, die "Art Gallery" in Washington DC oder die "Sicardi-Sanders Gallery" im texanischen Houston. Im Laufe seines Lebens erhielt er für sein künstlerisches Schaffen diverse Auszeichnungen. So wurde ihm der Große Ehrenpreis des LXXXI. Salón Nacional de Artes Plásticas verliehen. 1990 erhielt er zudem den Ersten Preis für Malerei des Salón Municipal de Artes Plásticas Manuel Belgrano. Zwei Jahre später wurde er mit dem Ersten Preis des Salón Nacional von Rosario geehrt. Auch den Premio Benito Quinquela Martín und den Gran Premio Pintura Fundación Federico Lanús konnte er zu seinen Auszeichnungen zählen. Lasser verstarb am 19. Mai 2007 55-jährig in der argentinischen Hauptstadt.